# Ропуха південна
Ропуха південна (Anaxyrus terrestris) — вид земноводних з роду американська ропуха родини ропухові.

## Опис
Загальна довжина досягає 7—11 см за будовою схожа на інших представників свого роду. Відмінною особливістю цього виду є високі поздовжні гребені, що закінчуються розширеними здуттями позаду очей. Великі паротиди розташовуються паралельно хребту. Забарвлення коливається від коричневого, зеленуватого, жовтуватого до сіруватого і буруватого кольорів. Численні бородавки забарвлені у більш темні чи світлі тони, що робить забарвлення дуже строкатим, багатобарвним.

## Спосіб життя
Полюбляє здебільшого сухі місцини з піщаними ґрунтами і розрідженою рослинністю. Нерідко зустрічається в аридних місцях, рівнинних й гірських напівпустелях. Досить звична поблизу поселень людини. Здатна рити нори, де ховається вдень. Полює вночі на комах та інших безхребетних.
Це яйцекладна амфібія. Личинки з'являються через 3—10 днів. Метоморфоз триває близько місяця.

## Розповсюдження
Мешкає на південному сході США.